# Eublemma perkeo
Eublemma perkeo är en fjärilsart som beskrevs av Rothschild 1921. Eublemma perkeo ingår i släktet Eublemma och familjen nattflyn. Inga underarter finns listade i Catalogue of Life.